# Пултовцы
Пултовцы (укр. Пултівці) — село в Винницком районе Винницкой области Украины.
Население по данным 2025 года составляет 835 человек. Почтовый индекс — 23262. Телефонный код — 432.
Занимает площадь 1,05 км².
В селе действует храм Великомученика Димитрия Солунского Винницкого районного благочиния Винницкой епархии Украинской православной церкви.

## Адрес местного совета
23262, Винницкая область, Винницкий р-н, с. Пултовцы